# Cleora atypica
Cleora atypica is een vlinder uit de familie spanners (Geometridae). De wetenschappelijke naam van deze soort is voor het eerst geldig gepubliceerd in 1995 door Herbulot.
De soort komt voor in tropisch Afrika.